# كيني يوكو
كيني يوكو (بالإنجليزية: Kenny Yuko)‏ هو سياسي أمريكي، ولد في 1 أغسطس 1950 في كليفلاند في الولايات المتحدة. نشط حزبياً في الحزب الديمقراطي. وقد انتخب عضو مجلس نواب أوهايو.